# 南堀端停留場
南堀端停留場（日语：／ Minami-Horibata teiryūjō */?）是位於日本愛媛縣松山市的路面電車車站，隸屬於伊予鐵道（伊予鐵），車站編號為02。本站是花園線・本町線和城南線的交匯，前往松山市站的電車會轉入花園線路段，共涉及3條路線；其餘路線則繼續直駛。

## 車站結構
城南線・本町線
設有不對稱側式月台2個，位於東側及西側，有效長度為1輛，前端部份備有月台上蓋及全身安全圍板；其餘外圍部份也裝設有安全半身圍欄及密封式圍板，其中東側月台的轉轍器與月台前端非常接近，駕駛員需要透過無線電通話器，先確定路軌是否已轉換好才駛入月台內。
花園線

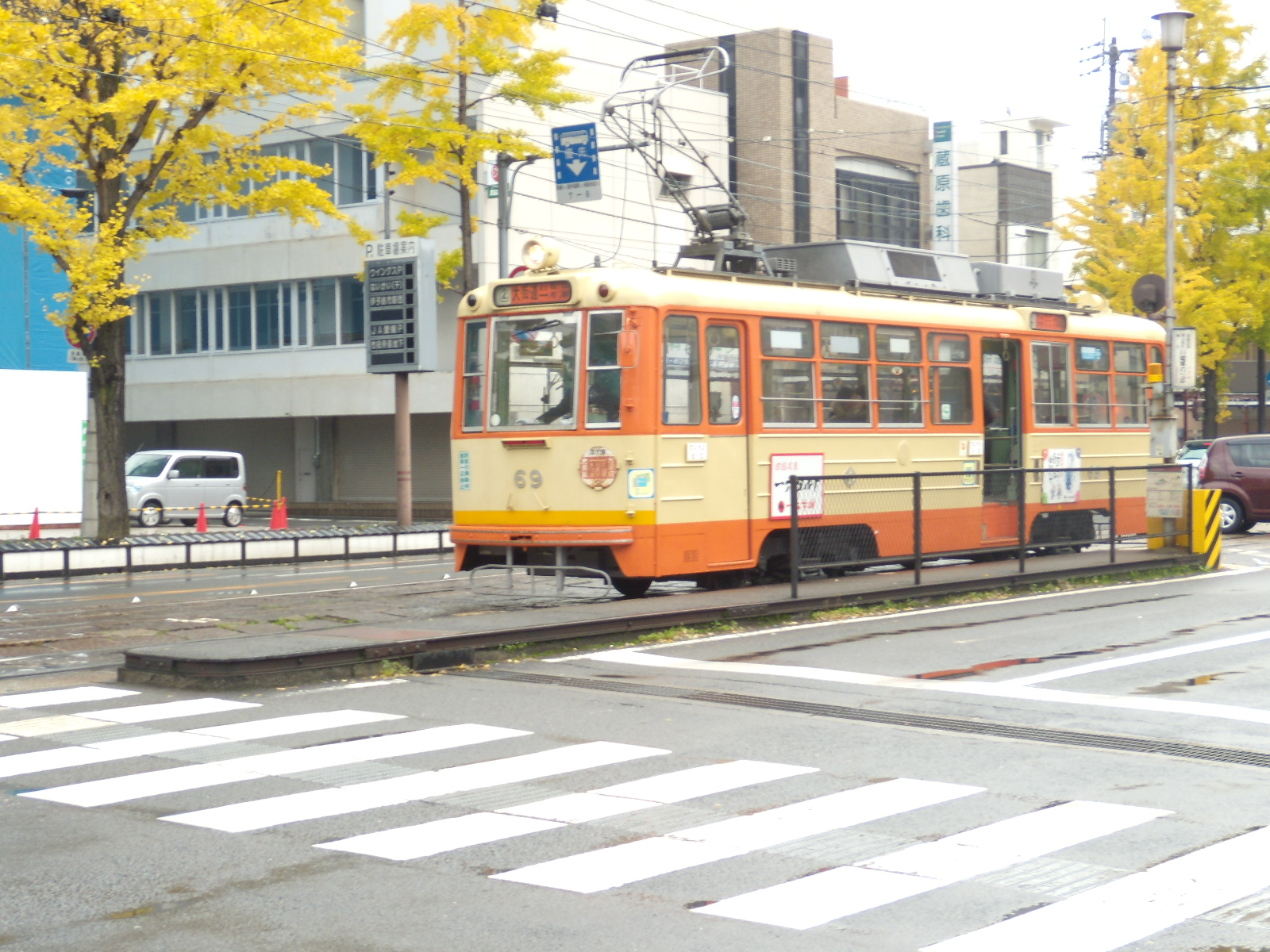
位於花園線上的南堀端南側月台，一輛2號線的電車準備右轉入城南線。

只於轉入城南線前的轉轍器上設有側式月台1個，配置上與勝山町站或警察署前站相同，較為簡陋，月台為全露天，沒有豎立標準化的站牌而只有掛在電柱上、以日語書寫站名和方向的小型燈箱乙個；外圍也只裝上舖有鐵絲網普通的半身欄杆。前端連接至斑馬線。與東側的月台一樣，轉轍器與月台前端非常接近，而且列車在此會分開為左迴及右迴的方向，所以駕駛員在入站前，同樣先需要透過無線電通話器，先確定路軌是否已轉換好及獲批准通行後才駛入月台內。

### 月台配置
| 月台 | 路線        | 目的地                   |
| ---- | ----------- | ------------------------ |
| A    | ■2號線 環狀 | 往松山市站               |
| A    | ■6號線      | 往松山市站               |
| A    | ■5號線      | 往道後溫泉               |
| B    | ■1號線 環狀 | 往松山市站               |
| B    | ■3號線      | 往松山市站               |
| B    | ■5號線      | 往JR松山站前             |
| C    | ■1號線 環狀 | JR松山站前、木屋町方向   |
| C    | ■2號線 環狀 | 大街道、紅十字醫院前方向 |
| C    | ■3號線      | 往道後溫泉               |
| C    | ■6號線      | 往本町六丁目             |

## 歷史
- 1911年9月1日：松山電氣軌道札辻（即現時本町三丁目附近）～道後間開業。
- 1947年3月25日：伊予電鐵花園線開業。
- 1953年6月30日：花園線往城南線加設左轉接駁路軌[3]。

## 相鄰停留場
伊予鐵道
環狀線（■1號線環狀開始、■2號線市站入線）
松山市（01）－南堀端（02）－西堀端（03）
環狀線（■1號線市站入線、■2號線環狀開始）、■3號線
市役所前（21）－南堀端（02）－松山市（01）
■5號線
市役所前（21）－南堀端（02）－西堀端（25）
■6號線
松山市（01）－南堀端（02）－本町一丁目（25）